# Jennie Florin
Jennie Elisabeth Florin, född 17 december 1979 i Trångsund, Huddinge kommun, är en svensk tidigare handbollsspelare (mittnia).

## Klubbkarriär
Jennie Florin började spela handboll som nioåring i Haninge HK. Hon värvades 1996 som 17-åring till Skuru IK för spel i svenska elitserien. Där vann hon SM-guld med Skuru 2000-2001. Efter det flyttade hon till Frankrike och spelade för Toulouse 2001-2002 och sedan i HBC Nîmes, där hon vann EHF Challenge Cup 2009. Efter skadeproblem så tvingades Florin avsluta sin handbollskarriär.

## Landslagskarriär
Landslagskarriären började i ungdomslandslaget med 18 matcher och 98 mål, ett målsnitt på 5,44. Hon spelade där 1996-1998. Hon har 1999-2004 sedan spelat 54 A-landskamper med 122 gjorda mål. Hon deltog vid VM 2001 i Italien och vid EM 2002 i Danmark. Sista landskampen spelade hon 2004.